# Грушецкий, Иван Самойлович
Ива́н Само́йлович Груше́цкий (укр. Іван Самійлович Грушецький; 9 (22) августа 1904,  с. Камышеваха, Екатеринославская губерния, Российская империя — 28 ноября 1982, Киев, Украинская ССР, СССР) — советский украинский военный, государственный и партийный деятель. Генерал-майор (1943).
Член ВКП(б) с 1928, член ЦК КП Украины (1952—1981), член ЦК КПСС (1961—1981), член Политбюро ЦК КП Украины (1972—76, кандидат в 1962—1972). Герой Социалистического Труда (1974). Депутат Верховного Совета СССР I—IX созывов.

## Биография
Родился в селе Камышеваха. Выходец из семьи крестьян-бедняков. Дядя, К. К. Грушецкий, был председателем волревкома в Камышевахе (погиб от рук бандитов в 1920 году).
Учился в Эрастовском Верхнеднепровском среднем училище земледелия.
В 1922—1929 годах на ответственной работе в Запорожском округе (уполномоченный Всеукраинского Союза работников земли и леса, председатель сельсовета, Комитета незаможных селян). С 1930 на советской работе (заведующий Васильевским районным финансовым отделом, заместитель председателя, с 1935 председатель Исполнительного комитета Васильевского районного Совета Днепропетровской области, председатель Велико-Белозерского райсовета.
С 1937 года на партийной работе в Днепропетровской области: секретарь Исполнительного комитета Днепропетровского областного Совета, с 1938 третий секретарь Днепропетровского областного комитета КП(б) Украины. В 1939 году направлен на Западную Украину. С 27 ноября 1939 по 26 августа 1940 второй секретарь Станиславского областного комитета КП(б) Украины. Был избран депутатом Народного Собрания Западной Украины, членом Секретариата НСЗУ. С августа 1940 по август 1941 — 1 секретарь Черновицкого областного комитета Компартии Украины.
В 1941—1944 годах — участник Великой Отечественной войны, член Военного Совета поочерёдно 40-й армии, Степного фронта, II Украинского фронта.
С 1944 по декабрь 1948 и в 1950—1951 — первый секретарь Львовского обкома партии. С 1951 по 1961 — первый секретарь Волынского областного комитета партии. Окончил заочно Высшую партийную школу при ЦК КПСС (1959). В 1961—1962 гг. 1 секретарь Львовского областного комитета КП Украины.

В 1962—1966 гг. секретарь ЦК КП Украины, заместитель председателя Совмина Украинской ССР. С 1966 по 1972 — председатель Партийной комиссии при ЦК КП Украины. 
«1 апреля 1969 года. Стоит холодная, мерзкая погода, лежит снег. На две недели запаздываем с весенним севом. Дал задание И. Грушецкому — пусть сделает хоть одно полезное дело и выяснит, почему по Российской Федерации ответственным работникам одинаковой категории с Украиной и другими республиками персональные пенсии союзного значения назначаются выше» (Из дневниковых записей П. Шелеста).
С 1972 по 1976 годы — председатель Президиума Верховного Совета Украинской ССР.
Как заместитель Председателя Президиума Верховного Совета СССР, возглавлял третью послевоенную советскую парламентскую делегацию в Турции (с 14 по 21 апреля 1976 года).
В 1952—1981 годах — член ЦК КП Украины. В 1961—1981 годах — член ЦК КПСС. В 1962—1972 годах — кандидат в члены Политбюро ЦК КП Украины. В 1972—1976 годах — член Политбюро ЦК КП Украины. Делегат XXII (1961), XXIII (1966), XXIV (1971), XXV (1976) съездов. Депутат Верховного Совета УССР 1-9-го созывов.
С лета 1976 года — на пенсии, умер в 1982 году.

## Награды
Награждён шестью орденами Ленина (23.01.1948; 4.10.1954; 26.02.1958; 28.08.1964; 8.12.1973; 21.08.1974), орденом Октябрьской Революции (25.08.1971), двумя орденами Красного Знамени (27.03.1942; 4.02.1943), двумя орденами Отечественной войны 1-й степени (22.02.1944; 1.02.1945), орденом Трудового Красного Знамени (24.06.1976), медалями.